# Defiance Campaign
Die Defiance Campaign (offizieller Name: Defiance Campaign against unjust laws, deutsch etwa: „Missachtungskampagne gegen unfaire Gesetze“ oder „Trotz-Kampagne“) war ein Akt des zivilen Ungehorsams oppositioneller Gruppen gegen die Apartheid in Südafrika in den Jahren 1952 und 1953.

## Geschichte
1948 hatte die Nasionale Party die Wahlen der weißen Bevölkerung gewonnen und anschließend durch zahlreiche neue Gesetze die Rassentrennung verschärft. Nicht-weiße Südafrikaner sahen sich in ihren Rechten massiv eingeschränkt. Oppositionelle Gruppen reagierten mit Protesten und Boykotten. Vom 15. bis 17. Dezember 1951 versammelten sich Delegationen von African National Congress (ANC) und South African Indian Congress in Bloemfontein und verabschiedeten einen Plan zur Durchführung der Defiance Campaign. Darin verlangten sie gleiche Rechte für alle Südafrikaner, unabhängig von der Hautfarbe, damit Südafrika von sozialem Chaos und Tyrannei verschont bleibe. Es wurde darauf verwiesen, dass sich die Kampagne nicht gegen die weißen Südafrikaner richte, sondern gegen die unfairen Gesetze, die weite Teile der Bevölkerung benachteiligten. Ziel sei es, die menschliche Würde, Gleichheit und Freiheit aller Südafrikaner wiederherzustellen. Ende Dezember wurde auch das Franchise Action Council (FRAC) in das Bündnis aufgenommen, eine Vertretung der Coloureds. Auch einige Weiße nahmen an den Aktionen teil. Als Vorbild dienten die gewaltlosen Protestaktionen Mohandas Karamchand Gandhis in Indien. Als Volunteer-in-Chief organisierte der spätere Präsident Nelson Mandela die Kampagne.
Am 6. April 1952, dem 300. Jahrestag der Ankunft weißer Siedler in Südafrika, wurden Demonstrationen zugunsten der Defiance Campaign veranstaltet, die am 26. Juni des Jahres begann. Die Teilnehmer der Kampagne verstießen bewusst gegen Gesetze der Apartheid, etwa das Verbot der Nutzung von Einrichtungen für Weiße und die Pflicht zum Tragen von Pässen. Die Idee war, sich für das Übertreten der Gesetze verhaften zu lassen, so die Gefängnisse übervoll werden zu lassen und damit das Justizwesen lahmzulegen.
Die unerwartet zahlreichen gewaltfreien Aktivitäten des zivilen Ungehorsams im Verlauf dieser Kampagne brachten die südafrikanische Regierung in eine politisch wie taktisch schwierige Lage, da gegen Zivilisten ohne Gewaltpotenzial mit polizeilichen Mitteln nur sehr schwierig vorgegangen werden konnte. Obschon bereits Tausende Akteure verhaftet worden waren, nahm die Kampagne nicht ab. Das beraubte die Regierung in der Öffentlichkeit weiterer Initiativmöglichkeiten. Demzufolge trachtete sie nach günstigen Gelegenheiten für polizeiliche Übergriffe. So kam es nach Schilderung von Albert John Luthuli in Port Elizabeth (19. Oktober) und Kimberley (3. November) zu Aufständen von Jugendgruppen, die Agents Provocateurs initiierten. Diese Ereignisse nutzte die Regierung, um sie mit der Defiance Campaign gleichzusetzen. Ihre Organisatoren forderten eine gerichtliche Untersuchung dieser Vorfälle. Der Justizminister Charles Robberts Swart antwortete darauf, „dass es nur eins gäbe, was die Gesetzesbrecher verstünden, und das sei der harte Zugriff der Polizei.“ Wenn er nicht „Gewalt durch Gewalt unterdrücken könne, wolle er nicht Justizminister sein. … Eine Rechtskommission würde nichts erreichen, außer Agitatoren eine Tribüne zu verschaffen.“ Swart nahm die Situation zum Anlass, im Parlament verschärfende Rechtsvorschriften durchzusetzen, was er bereits im August angekündigt hatte. Dazu gehörte der Criminal Sentences Amendment Act (Act No. 33 / 1952), der als Strafmaß u. a. Auspeitschen und Haft vorsah. Weitere Gesetze als Reaktion auf die Defiance Campaign folgten 1953.
Rund 8500 Akteure der Defiance Campaign wurden verhaftet, unter ihnen Nelson Mandela, Walter Sisulu und Yusuf Dadoo, die gemäß dem Suppression of Communism Act des Hochverrats bezichtigt wurden. Albert John Luthuli, der damalige ANC-Vorsitzende, wurde gebannt. Im Januar 1953 wurde die Kampagne offiziell beendet. Die ranghöchsten Angeklagten erhielten Bewährungsstrafen. Im April desselben Jahres erlangte mit dem Criminal Law Amendment Act (Act No. 8 / 1953) und dem Public Safety Act (Act No. 3 / 1953) weitere Gesetze Rechtskraft, die zukünftig ähnliche Aktionen unterbinden sollten, etwa durch die erleichterte Ausrufung des Ausnahmezustandes.
Die Defiance Campaign war die erste landesweit organisierte gewaltfreie Aktion gegen das Apartheidsystem.

## Folgen
Durch die Defiance Campaign stieg die Mitgliederzahl des ANC von einigen Tausend auf rund 100.000. Die Aktionen führten jedoch nicht zu einer Änderung der Apartheidsgesetze. Trotzdem blieb der Widerstand gegen die Apartheid vorerst weitgehend gewaltfrei. Die folgenden bedeutenden Aktionen waren die Unterzeichnung der Freiheitscharta 1955 und die Demonstration von rund 20.000 Frauen gegen die Passgesetze im August 1956.
Nelson Mandela leitete zu Beginn der Proteste die ANC Youth League. Er konnte in der Kampagne seine Führungsqualitäten beweisen und wurde 1952 zum Vorsitzenden des ANC in Transvaal und zum stellvertretenden ANC-Präsidenten gewählt.